# Conductus
Nella musica medievale, il conductus è un tipo di composizione vocale di uso paraliturgico, per una o più voci con testo in latino; fa parte dei generi appartenenti alla cosiddetta ars antiqua. Il nome deriva dal verbo latino conducere, a indicare in questo caso la processione, svolta all'interno del luogo di culto, che accompagnava il lezionario dal luogo dove veniva conservato al supporto, o ambone, destinato alla lettura ad alta voce, o proclamazione.
L'origine del conductus è da situare con ogni probabilità nel sud della Francia intorno al 1150, e raggiunse il suo massimo sviluppo artistico nella cosiddetta Scuola di Notre-Dame, all'inizio del XIII secolo.
Il conductus può essere composto a una o più voci. In questo secondo aspetto, si apparenta all'organum parallelo o al discantus, ma si distingue da queste due procedure compositive per il fatto che la melodia principale - vox principalis, o cantus firmus, o tenor - è una composizione originale, sia per quanto concerne la musica che il testo (in latino), mentre organum e discantus si basano sull'amplificazione di una melodia preesistente, tratta dal repertorio gregoriano.
La musica del "conductus" è in stile omoritmico: ossia, le diverse voci hanno il medesimo testo e il medesimo ritmo, nota contro nota (caratteristica questa detta anche omoritmia).
Inizialmente di carattere religioso, con la citata Scuola di Notre-Dame e i suoi maggiori rappresentanti, Magister Leoninus (ca. 1135-1201) e Magister Perotinus (ca. 1183-1238), questo genere musicale si distaccò dall'ambito della musica liturgica per divenire una composizione di carattere puramente profano.
Insieme con il discantus, il conductus testimonia un percorso storico di accrescimento dell'inventiva, e permette al compositore di distinguersi dallo sfondo conservatore del repertorio liturgico tradizionale - il canto gregoriano - che non permetteva alcuna creatività musicale. Durante il XIII secolo, il conductus utilizza la tecnica dell'organum florido: da questa combinazione nacque un nuovo genere, il mottetto.